# ORP Gryf (1936)
ORP Gryf – polski stawiacz min z okresu międzywojennego, zbudowany w latach 1934−1938 we Francji, największy bojowy okręt Marynarki Wojennej II RP. Podczas krótkiej służby był wykorzystywany między innymi jako okręt szkolny. Po agresji niemieckiej 1 września 1939 roku wziął udział w nieudanej próbie postawienia zagrody minowej na Zatoce Gdańskiej (plan Rurka), zniweczonej w efekcie bitwy powietrzno-morskiej z bombowcami Luftwaffe. Zacumowany na stałe w porcie helskim, rankiem 3 września uczestniczył w pojedynku artyleryjskim z niemieckimi niszczycielami. Tego samego dnia został zbombardowany i zatopiony przez lotnictwo niemieckie.

## Zamówienie i budowa
Na początku lat 30. w Kierownictwie Marynarki Wojennej (KMW), nie bez wpływu istnienia podobnych tendencji w innych flotach europejskich, skrystalizowała się idea budowy dużego stawiacza min, zdolnego w razie zagrożenia wojennego do samodzielnych operacji minowych, zaś w czasie pokoju do szkolenia podchorążych. Budowa dużego stawiacza min o wyporności 2000 ton została przewidziana w planie rozbudowy floty z 1931 roku, a w lipcu 1932 roku Kierownictwo Marynarki Wojennej opracowało wytyczne dla jego budowy, dopisując później także rolę okrętu szkolnego dla 40 podchorążych. Według niektórych publikacji charakterystyka taktyczno-techniczna miała umożliwić mu samodzielne postawienie zagród minowych w Zatoce Fińskiej, by na wypadek wybuchu wojny ze Związkiem Radzieckim zabezpieczyć linie komunikacyjne łączące Gdynię z państwami zachodnimi przed atakami okrętów Floty Bałtyckiej. Biuro Projektów KMW, przy dużym udziale szefa sztabu MW, komandora podporucznika Karola Korytowskiego, opracowało wstępne plany jednostki, która miała również pełnić funkcje reprezentacyjne. Budowa tak dużego okrętu w polskich stoczniach była w tamtym okresie niemożliwa, powierzono ją więc francuskiej stoczni Chantiers et Ateliers Augustin Normand w Hawrze. Została ona wybrana, pomimo złych doświadczeń z prowadzoną przez nią budową okrętu podwodnego „Wilk”, głównie na skutek nacisków politycznych. Umowę ze stroną francuską podpisano 11 maja 1934 roku, zaś stępkę położono 14 listopada tegoż roku.
Budowa jednostki nawodnej tej wielkości w stoczni specjalizującej się dotąd w wykonawstwie okrętów podwodnych sprawiała wiele kłopotów, zarówno Francuzom, jak i polskiej komisji nadzorczej, kierowanej przez komandora podporucznika inżyniera Romana Somnickiego. Konieczne okazało się powiększenie pochylni, co wiązało się z wyburzeniem przylegającej do niej kamienicy. W trakcie budowy miał miejsce strajk pracowników stoczni, co wydłużyło ją o około rok. Polscy kontrolerzy stwierdzili nieprawidłowości w konstrukcji części kadłuba, który musiał być przebudowany. Strona polska również nie była bez winy, zgłaszając poprawki do projektu już podczas trwania prac stoczniowych. Między innymi, dodano pomieszczenia dla 40 podchorążych. Ceremonia wodowania stawiacza min odbyła się 29 listopada 1936 roku, a nazwę „Gryf” nadała mu Jadwiga Frankowska, żona radcy polskiej ambasady w Paryżu. Prace wykończeniowe trwały do 27 lutego 1938 roku, kiedy na okręcie podniesiono uroczyście polską banderę.
Koszt budowy wyniósł według ówczesnego kursu 13 313 675 złotych, w związku z niedotrzymaniem terminów umowy przez stronę francuską Kierownictwu Marynarki Wojennej udało się później uzyskać odszkodowanie w wysokości 7500 złotych.

## Opis konstrukcji

### Charakterystyka ogólna

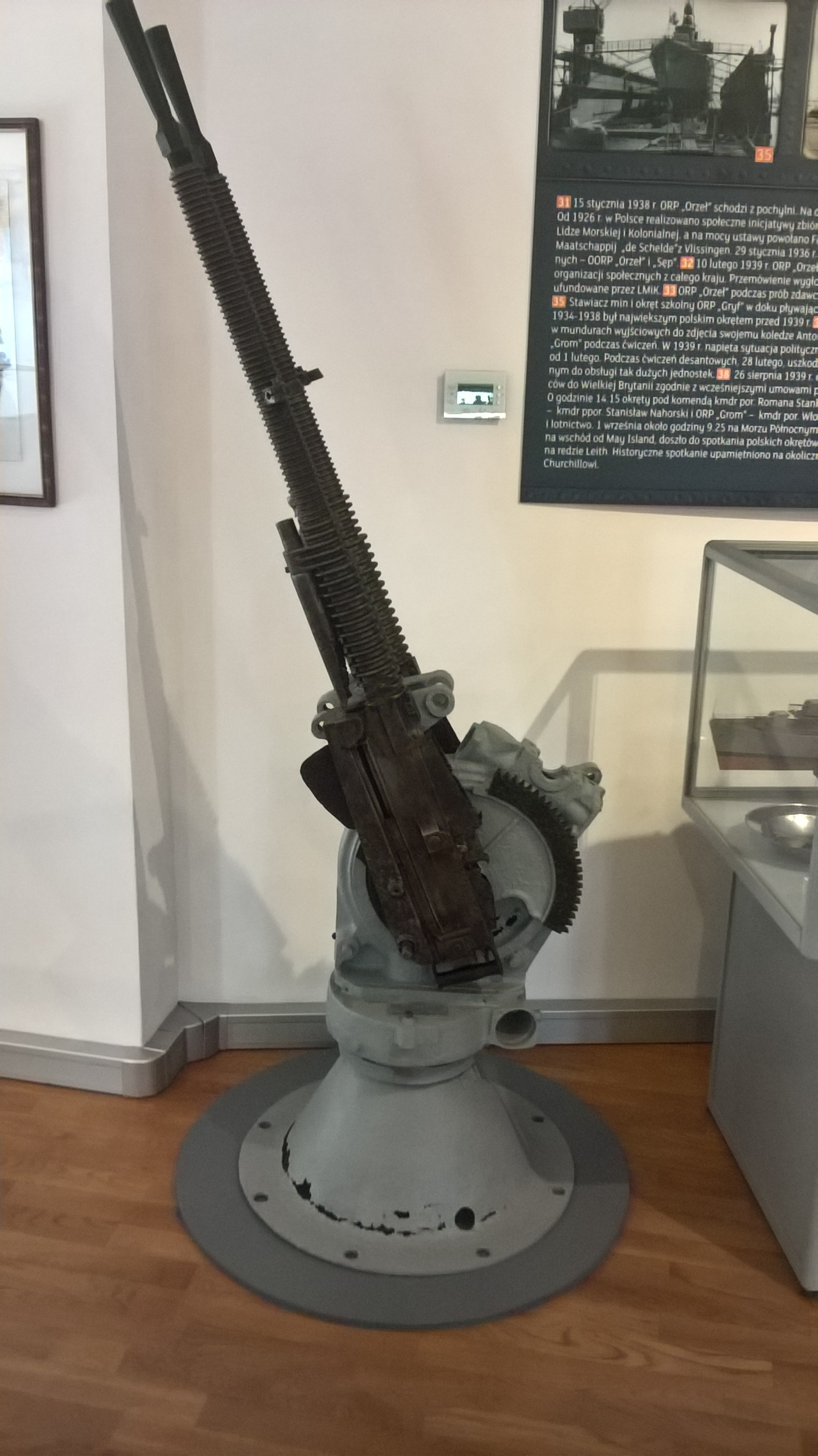
Wkm Hotchkiss wz. 30 kal. 13,2 mm z „Gryfa”, Muzeum Marynarki Wojennej w Gdyni

Projekt „Gryfa” był próbą połączenia w jednym okręcie kilku różnych funkcji. Poza podstawową: stawiacza min zdolnego do położenia jednorazowo dużej zagrody minowej, miał być jednocześnie okrętem szkolnym dla podchorążych marynarki, z zapewnieniem im pomocy dydaktycznych i pomieszczeń mieszkalnych oraz, jako największy bojowy okręt II Rzeczypospolitej (większy był, używany jako hulk, dawny krążownik pancernopokładowy „Bałtyk”), jednostką reprezentacyjną, co zaowocowało zabudowaniem przestronnej kabiny dla goszczonych na pokładzie osobistości. Gdy okręt przybył do Polski, jego funkcja szkolna została uwypuklona w większym stopniu, co skutkowało utworzeniem dalszych pomieszczeń, kosztem możliwości szybkiego stawiania min.
Okręt miał długość całkowitą 103,2 m, szerokość 13,06 m (podawane są również wartości 13,1 oraz 13,2 m) oraz średnie zanurzenie przy wyporności standardowej 2227 ton wynoszące 3,6 m. Miał wysoką wolną burtę, co czyniło go podatnym na podmuchy wiatru. Architektura nadbudówki dziobowej była wzorowana na projekcie niszczycieli typu Grom. Za nią ustawiono wysoki, trójnożny maszt główny. Na śródokręciu znajdowała się przedłużona nadbudówka, zakończona podwyższeniem ze stanowiskiem reflektorów, za nią zaś niewysoki komin, zintegrowany z nim tylny wspornik anten oraz nadbudówka rufowa ze stanowiskami artyleryjskimi i jednego z dalmierzy − drugi zlokalizowany był na dachu głównej nadbudówki.
Według specyfikacji projektowej „Gryf” miał mieć załogę składającą się z 12 oficerów, 6 chorążych, 62 starszych i młodszych podoficerów oraz 82 marynarzy. Ponadto istniała możliwość zaokrętowania około 60 słuchaczy w rejsach szkolnych. Według innego źródła liczba członków załogi wynosiła 188 osób, w tym 12 oficerów. Słuchacze mieli do dyspozycji zdublowany pomost nawigacyjny, niezależny od właściwego oraz możliwość korzystania z obszernych pomieszczeń dydaktycznych powstałych na międzypokładziu po zdjęciu torów minowych.

### Urządzenia napędowe
Z uwagi na konieczność zapewnienia dużego zasięgu okrętu oraz możliwości długotrwałego utrzymywania stabilnych niewielkich prędkości niezbędnych przy operacjach minowych (a także po części ze względu na brak miejsca w zabudowanym różnorodnymi urządzeniami kadłubie), projektanci zdecydowali się na zastosowanie do napędu silników wysokoprężnych. Były to dwa ośmiocylindrowe silniki Sulzer 8SD48 o mocy 3000 KM każdy, produkcji szwajcarskiej. Poruszały one dwiema czterołopatowymi wolnobieżnymi śrubami napędowymi, pozwalając na osiągnięcie prędkości maksymalnej 20 węzłów. Zapas 310 ton paliwa zapewniał zasięg maksymalny 9500 mil morskich przy prędkości ekonomicznej 14 (10) węzłów.
Ster poruszany był przy pomocy elektrycznego urządzenia sterowego, co stanowiło w owym czasie nowinkę techniczną. Jednak niedopracowana konstrukcja sprawiała kłopoty eksploatacyjne. Duża szerokość kadłuba powodowała duży promień cyrkulacji i ogólnie słabą sterowność „Gryfa”.

### Uzbrojenie

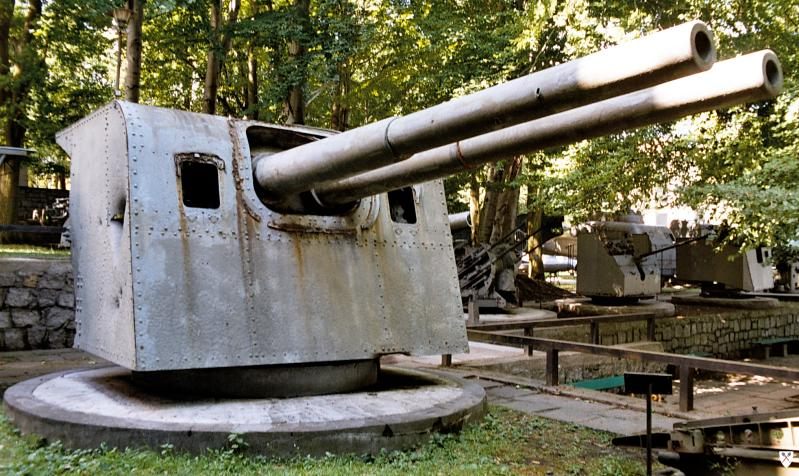
Wieża działowa artylerii kalibru 120 mm (Bofors wz. 34/36) ze zbiorów Muzeum Marynarki Wojennej w Gdyni

Głównym uzbrojeniem „Gryfa” były miny morskie. Podstawowym typem tej broni w PMW, przeznaczonym do stawiania z jednostek nawodnych, była kotwiczna mina kontaktowa wz. 08, także w wersji zmodernizowanej wz. 08M, wywodząca się z konstrukcji rosyjskiej z okresu I wojny światowej. Według kontraktu ze stocznią „Gryf” miał przenosić minimum 300 min tego lub zbliżonych typów, co stanowiło normalny ładunek. Maksymalny zapas miał wynosić natomiast pierwotnie 600 min. Pierwotnie okręt mógł je stawiać z ośmiu torów minowych, z tego czterech na odkrytym rufowym pokładzie górnym i czterech na międzypokładzie (pokładzie głównym), co dawało mu wyjątkowo duże możliwości ofensywne. Miny przechowywane były zasadniczo na torach w komorze minowej na śródokręciu poniżej linii wodnej, skąd były transportowane windami na wyższe pokłady. Po przybyciu do Polski zdecydowano jednak o przystosowaniu okrętu w większym stopniu do pełnienia funkcji szkolnych i prawdopodobnie już latem 1938 roku zlikwidowano możliwość przenoszenia min na międzypokładzie rufowym, urządzając tam pomieszczenia dla ok. 60 podchorążych. Furty rufowe zaspawano, pozostawiając możliwość stawiania min tylko z czterech torów na pokładzie górnym. Podawany jest maksymalny ładunek 511 min, jednak nie jest jasne, czy dotyczy to stanu po przypłynięciu do Polski, czy po dalszej przebudowie. Istnieją jednak przesłanki by sądzić, że obciążenie „Gryfa” pełnym ładunkiem min, o łącznej masie ponad 300 ton, wpłynęłoby negatywnie na właściwości żeglugowe jednostki. Drugim typem miny morskiej, używanej w PMW przed wybuchem wojny, była SM-5, konstrukcji francuskiej firmy Sauter-Harle (oryginalne oznaczenie producenta H5), przeznaczona w zasadzie do użycia z podwodnych stawiaczy min typu Wilk, ale po dokonanych w Polsce modernizacjach możliwa do zastosowania z okrętów nawodnych.
Uzbrojenie artyleryjskie „Gryfa” było zunifikowane z użytym w konstrukcji niszczycieli typu Grom. Składało się z sześciu 120 mm armat L/50 wz. 36 Bofors, czterech dział przeciwlotniczych Bofors L/60 kal. 40 mm i czterech wielkokalibrowych karabinów maszynowych Hotchkiss wz. 30 kal. 13,2 mm. Działa głównego kalibru zainstalowane były na dwóch podwójnych i dwóch pojedynczych podstawach, umieszczonych klasycznie, na dziobie i rufie, w superpozycjach, ze stanowiskiem pojedynczym górującym nad zdwojonym. Każde stanowisko chronione było półotwartą maską stalową z płyt 7 mm. Działa kal. 40 mm zainstalowane zostały na dwóch podwójnych podstawach na skrzydłach nadbudówki rufowej. Armaty 40 mm oznaczone jako L/60 wz. 36, miały wodny układ chłodzenia luf i poprzeczny system stabilizacji. W jej przedniej części okrętu, zainstalowano również zdwojone karabiny Hotchkiss na skrzydłach dziobowej nadbudówki na wysokości pomostu dowodzenia.
Pierwotnie okręt był wyposażony także, do celów szkolnych, w dwie zrzutnie bomb głębinowych, umieszczone pod pokładem górnym, na zewnątrz od torów minowych. Podczas przebudowy likwidującej tory minowe na międzypokładzie zostały one jednak również usunięte i zaspawane. Wyłącznie dla celów szkolnych okręt mógł przenosić pojedynczą wyrzutnię torpedową kalibru 450 mm pochodzącą ze starych torpedowców, która mogła być umieszczona na wózku na jednym z torów minowych górnego pokładu, strzelając do tyłu, jednak normalnie była zmagazynowana na lądzie (nie wiadomo, czy była używana).
Do kierowania ogniem służyły m.in. dwa dalmierze 4-metrowe produkcji francuskiej (w części publikacji błędnie opisywane jako dalmierze 3-metrowe, w ślad za projektem ofertowym).

## Służba operacyjna

### Przed II wojną światową

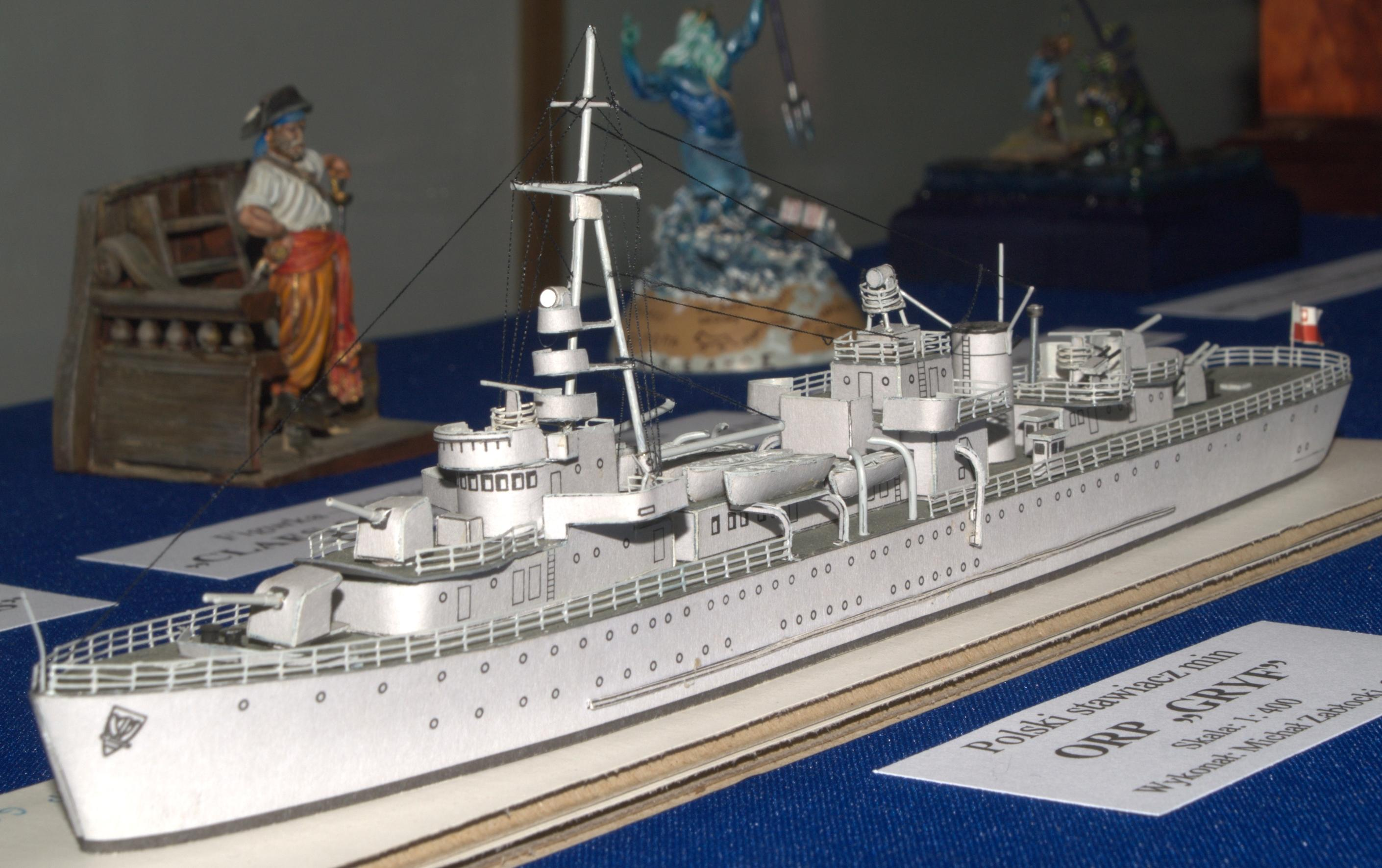
Model okrętu

Pierwszym dowódcą „Gryfa” został mianowany komandor podporucznik Stanisław Dzienisiewicz. Pod jego komendą okręt przepłynął z Hawru do Gdyni, gdzie 6 marca 1938 roku zgotowano mu uroczyste powitanie. W drodze przeszedł ciężki sztorm na Morzu Północnym i zawinął do Göteborga, by pobrać amunicję do dział Boforsa. Do początku czerwca trwały jeszcze ostatnie prace wykończeniowe, następnie „Gryf” odbył swój pierwszy zagraniczny rejs w rejon Zatoki Fińskiej, 6 czerwca zawijając do Tallinna.
Przez pierwsze miesiące swej służby stawiacz min był wykorzystywany jako okręt szkolny. W lipcu 1938 roku zorganizowano na jego pokładzie kurs taktyczny kierowany przez komandora Stefana Frankowskiego. W sierpniu miało miejsce pierwsze dokowanie jednostki, po kolizji z nabrzeżem. 16 września tegoż roku nowym dowódcą okrętu został komandor Roman Stankiewicz. Kolejne miesiące upłynęły na intensywnym szkoleniu załogi. W jej składzie był między innymi najcięższy marynarz polskiej floty, ważący 120 kg mat Andruszkiewicz. Kolejnym, trzecim już w krótkiej karierze „Gryfa”, dowódcą okrętu, został 1 kwietnia 1939 roku komandor podporucznik Stefan Kwiatkowski.
W tym czasie powstał projekt autorstwa komandora Witolda Zajączkowskiego, pełniącego czasowo (od końca kwietnia) obowiązki dowódcy Obrony Wybrzeża Morskiego, by wobec rosnącego napięcia w stosunkach polsko-niemieckich wzmocnić lądową komponentę obrony, tworząc z dział artylerii głównej „Gryfa” dwie baterie brzegowe na Półwyspie Helskim. Autor argumentował, że będzie to, wobec słabych charakterystyk bojowych okrętu, rozwiązanie optymalne, ale Dowództwo Floty nie podzieliło tej opinii. W maju stawiacz min został po raz kolejny zadokowany, w doku pływającym Warsztatów Portowych Marynarki Wojennej w Gdyni. Po jego opuszczeniu znalazł się, wraz z Dywizjonem Kontrtorpedowców, w stanie podwyższonej gotowości bojowej (sześciogodzinnej). Po zmianach organizacyjnych w dowództwie Obrony Wybrzeża Morskiego, 1 czerwca 1939 roku, „Gryf” podlegał bezpośrednio dowódcy Morskiej Obrony Wybrzeża, komandorowi Stefanowi Frankowskiemu. 29 czerwca okręt, wraz z resztą floty, uczestniczył w paradzie morskiej w Gdyni z okazji centralnych obchodów Dni Morza. Na przełomie lipca i sierpnia popłynął jeszcze do Estonii, w swój ostatni rejs zagraniczny.
W opracowywanych od przełomu lat 1938−1939 planach operacyjnych na wypadek wojny z III Rzeszą Kierownictwo Marynarki Wojennej przewidziało również zadanie dla stawiacza min. W operacji o kryptonimie „Rurka” miał on postawić zagrodę minową, złożoną z minimum 300 min i rozciągającą się na linii Hel-Gdynia. W ten sposób zamierzano przeciąć Zatokę Gdańską i uniemożliwić swobodne poruszanie się po jej obszarze okrętów przeciwnika. Znacząca część planowanej zagrody miała znajdować się w zasięgu dział baterii cyplowej, co miało zabezpieczyć ją przed przedwczesnym wytrałowaniem. Decyzję co do wyznaczenia daty przeprowadzenia operacji zastrzegł dla siebie marszałek Edward Śmigły-Rydz.
Pod koniec sierpnia we flocie ogłoszono mobilizację alarmową. W jej ramach na „Gryfa” pobrano dodatkową amunicję bojową w miejsce ćwiczebnej oraz zapasy, a dowódca otrzymał do dyspozycji 10 000 dolarów amerykańskich (połowę w złocie), do wykorzystania w razie zawinięcia do zagranicznego portu.

### Obrona Wybrzeża

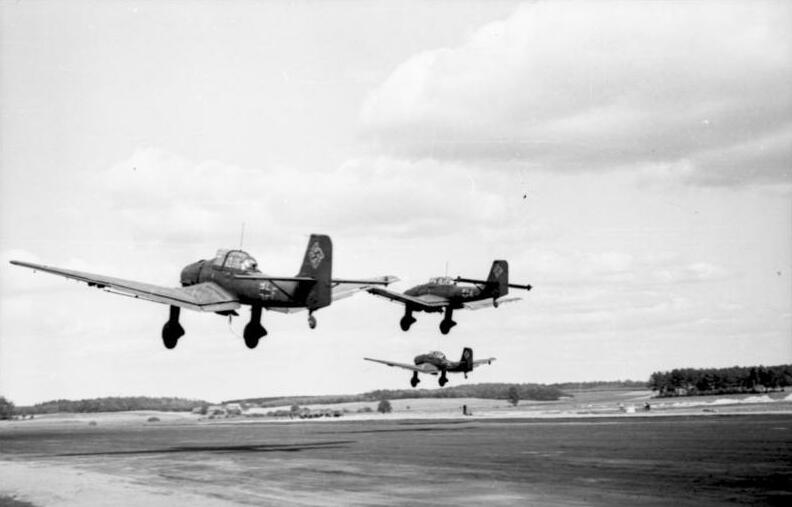
Startujący klucz Ju 87, wrzesień 1939 r.

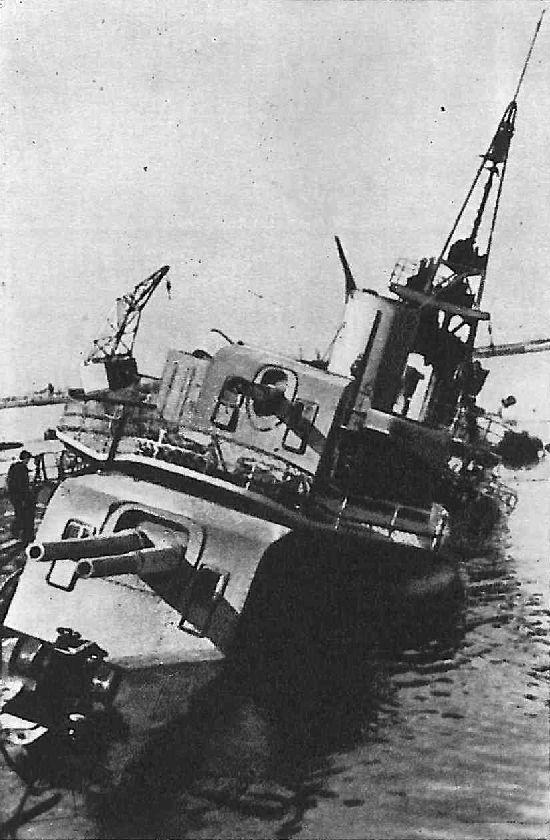
Wrak „Gryfa” od strony rufy

Początek działań wojennych zastał „Gryfa” kotwiczącego w porcie wojennym na Oksywiu. Przed godziną 7.00 rano nad portem pojawiły się trzy niemieckie wodnosamoloty typu Heinkel He 59 (lub He 60). W gęstej mgle, jaka panowała tego ranka, zostały rozpoznane z opóźnieniem. Po otrzymaniu rozkazu obsługi dział i karabinów przeciwlotniczych otworzyły ogień już gdy maszyny znalazły się poza ich zasięgiem. Dowódca okrętu, komandor Kwiatkowski, postanowił natychmiast wyjść z basenu portowego, dla oszczędzenia czasu nie czekając na holowniki (manewr samodzielnego wyjścia z portu przeprowadzono po raz pierwszy w historii operacyjnej „Gryfa”), po czym skierował się w kierunku Jamy Kuźnickiej, gdzie miał uzupełnić zapas min z kotwiczących tam trzech kryp minowych.
Stawiacz min podszedł w rejon kotwiczenia kryp około 9.00 rano. Mniej więcej do godziny 13.00 zakończono operację pobierania min wz. 08. W tym czasie widzialność poprawiła się i okręt został wykryty przez niemieckie lotnictwo. Aby zmniejszyć zagrożenie ataku lotniczego na płytkich i trudnych nawigacyjnie wodach w rejonie Jastarni, komandor Kwiatkowski przeszedł na Zatokę Pucką i na wysokości Mechelinek oczekiwał na dalsze rozkazy. Około 16.00 otrzymał sygnał nakazujący przeprowadzić operację Rurka. Według planu, główne zadanie minowania miał wykonać „Gryf” w asyście trałowców typu Jaskółka i kanonierek „Generał Haller” i „Komendant Piłsudski”, osłaniany od strony Pilawy przez niszczyciel „Wicher”. Cały zespół skierował się w rejon koncentracji w okolicy portu helskiego.
Polskie okręty znajdowały się cały czas pod obserwacją lotników Luftwaffe, która od pierwszych chwil wojny niepodzielnie panowała w powietrzu. Początkowo ataki przeprowadzane były przez pojedyncze samoloty, skutecznie zwalczane własną artylerią przeciwlotniczą. Przed godziną 18.00 polskie jednostki zostały zaatakowane przez bombowce nurkujące Junkers Ju 87 z IV(Stuka)./LG 1 (Lehrgeschwader – pułk szkolny lub pułk instruktorski). Większość z 33 (lub 32) maszyn skoncentrowała swą uwagę na „Gryfie” jako największej z nich. Nie uzyskały bezpośrednich trafień, lecz w ciągu trwającej około 20 minut, pierwszej w tej wojnie bitwy powietrzno-morskiej, w pobliżu manewrującego sterem i maszynami okrętu wybuchło około 30 bomb, powodując straty w załodze i niewielkie uszkodzenia konstrukcji, w tym urządzenia sterowego i telegrafu maszynowego. Na skutek wstrząsów miny wypadły z torów minowych. Od odłamków poległy przynajmniej trzy osoby, w tym dowódca okrętu komandor Stefan Kwiatkowski, ciężko rannych zostało dalszych siedem, z czego jedna zmarła. Dowodzenie „Gryfem” przejął kapitan marynarki Wiktor Łomidze, gruziński oficer kontraktowy. Nakazał on najpierw wyrzucenie za burtę około 30 uznanych za uszkodzone, nieuzbrojonych min. Poprosił również dowództwo portu helskiego o zgodę na zawinięcie celem przekazania na ląd poległych i rannych. Po jej uzyskaniu polecił wyrzucić do Zatoki także pozostałe nieuzbrojone miny, po czym około 23 wpłynął do portu. Twierdził, że otrzymał sygnał z „Wichra” o treści „rzucić miny”. Ogółem według późniejszych polskich raportów wyrzucono 278 min. Kontrowersyjne postępowanie kapitana Łomidze do dziś jest różnie oceniane przez historyków. Jego niewątpliwym błędem było niepowiadomienie o swym rozkazie Dowództwa Floty ani dowodzącego „Wichrem” komandora de Waldena, który nie wiedząc o fiasku całej operacji skierował swój niszczyciel w rejon dozoru pod Pilawą.
Uszkodzony „Gryf” zawrócił do portu helskiego. Ranni zostali przewiezieni do szpitali, a okręt zadokowany dla usunięcia powstałych uszkodzeń, głównie urządzenia sterowego. Wieczorem na stawiacz min dotarł nowy dowódca, komandor porucznik Stanisław Hryniewiecki. Ponieważ cały zapas min będący do dyspozycji znajdował się na krypach kotwiczących w rejonie Jamy Kuźnickiej, niemożliwe było natychmiastowe załadowanie kolejnych na „Gryfa”, co pozwoliłoby na powtórzenie próby postawienia zagrody. 2 września Dowództwo Floty podjęło decyzję o przekształceniu „Gryfa” w pływającą baterię, broniącą cypla od strony Zatoki Gdańskiej. Dołączył do niego również „Wicher”. Na okręcie pozostawiono jedynie część załogi, niezbędną dla funkcjonowania artylerii, reszta weszła w skład lądowej obrony Helu. Późnym popołudniem uczestniczyła ona w odpieraniu kolejnego nalotu na Hel. Przez całą noc z 2 na 3 września trwały naloty nękające, prowadzone przez samoloty Kü.Fl.Gr.506 (Küstenfliegergruppe – dywizjon lotnictwa obrony wybrzeża). Nie wyrządziły co prawda większych szkód, ale nie pozwoliły zasnąć ani załodze lądowej obrony Helu, ani zakotwiczonych okrętów.

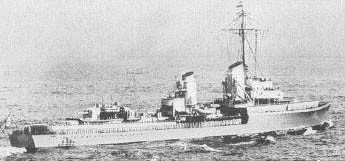
„Leberecht Maass”

Rankiem 3 września atak na Hel przeprowadziły dwa niemieckie niszczyciele: „Leberecht Maass” i „Wolfgang Zenker”. Otworzyły one ogień z dużej odległości, około 6.55. W miarę zbliżania się Niemców, strzelać rozpoczęły „Gryf” i „Wicher”, a wkrótce po nich także Bateria im. Heliodora Laskowskiego (cztery działa kal. 152 mm). Polscy artylerzyści (najprawdopodobniej z „Gryfa” lub baterii cyplowej) uzyskali trafienie w maskę ochronną działa nr 2 na „Leberecht Maass” (według źródeł niemieckich zginęło czterech marynarzy, czterech kolejnych odniosło rany), co spowodowało, że Niemcy postawili zasłonę dymną i odpłynęli, ścigani ogniem z polskich stanowisk. „Gryf” również został, dwu- lub trzykrotnie trafiony pociskami kal. 127 mm. Zniszczone zostało jedno z działek przeciwlotniczych Boforsa i uszkodzony lewy silnik. Zginęło sześciu marynarzy, w tym II oficer sygnalizacyjny podporucznik Lech Dandelski, siódmy zmarł później z odniesionych ran.
Około 9.00 rano nad portem helskim ponownie pojawiły się niemieckie samoloty, Junkersy Ju 87 z 4(St)/186 (T) Trägerstaffel (eskadra pokładowa, sformowana dla budowanego lotniskowca „Graf Zeppelin”). Silny ogień polskiej obrony przeciwlotniczej spowodował, że nalot przeprowadzono z dużej wysokości. Większość bomb została zrzucona właśnie na „Gryfa”, jedna z nich, zrzucona przez Oberleutnanta (porucznika) Karla-Hermanna Liona, trafiła w rufę, kilka innych wybuchło w pobliżu. Zginęło kolejnych dwóch marynarzy, a na okręcie wybuchł pożar zagrażający eksplozją rufowych komór amunicyjnych. Aby temu zapobiec, komandor Hryniewiecki wydał rozkaz ich zatopienia. Podczas kolejnego nalotu niemieccy piloci skoncentrowali swoje ataki na „Wichrze”, zatapiając go. Jedna z bomb trafiła w śródokręcie wciąż płonącego „Gryfa”, powodując dalsze uszkodzenia. Los okrętu dopełnił się około 18.00 po zbombardowaniu przez wodnosamoloty z 3./Kü.Fl.Gr.506 i 3./Kü.Fl.Gr.706. Rozdarta eksplozją ściana doku pływającego przebiła burtę stawiacza min, powodując wyciek paliwa, które zapaliła kolejna bomba. Przy niedziałających pompach i agregatach pożaru tego nie dało się już opanować, wybuchająca zapasowa amunicja przeciwlotnicza nie pozwoliła ekipom ratowniczym zbliżyć się do „Gryfa”. Po ewakuacji załogi osiadł on na dnie basenu portowego, płonąc przez następne dwa dni. Gdy pożar wygasł, z inicjatywy porucznika Edmunda Pappelbauma zdjęto z wraku, którego nadbudówki i maszty wystawały ponad powierzchnię morza, trzy rufowe armaty kal. 120 mm i ustawiono na lądzie, tworząc z nich baterię nr 34. Zostały one zniszczone przez obsady po kapitulacji Helu.
Przez cały okres służby „Gryfem” dowodzili następujący oficerowie:
- od 27 lutego 1938 r.: kmdr ppor. Stanisław Dzienisiewicz
- od 16 września 1938 r.: kmdr por. Roman Stankiewicz
- od 1 kwietnia 1939 r.: kmdr ppor. Stefan Kwiatkowski
- 1 września 1939 r.: kpt. mar. Wiktor Łomidze (p.o.)
- od 1 września 1939 r.: kmdr por. Stanisław Hryniewiecki[47].

## Dalsze losy wraku
Po zajęciu Helu Niemcy podnieśli wrak „Gryfa” i odholowali w głąb Zatoki Puckiej. Tam zatopili go na Rybitwiej Mieliźnie, wykorzystując później jako znak nawigacyjny oraz okręt-cel do strzelań artyleryjskich i bombardowań lotniczych. W podobnej roli służył również powojennej polskiej Marynarce Wojennej. W latach 1954−1957 część rufowa została podniesiona i złomowana w Gdyni, część dziobową rozebrano w miejscu zatopienia, gdzie do dziś na dnie pozostają szczątki okrętu.
Zdjęte z wraku podczas rozbiórki dziobowe działa artylerii głównej i jeden z nkm-ów zostały przekazane do polskich muzeów: pojedyncze działo do Muzeum Wojska Polskiego w Warszawie, podwójne i Hotchkiss do Muzeum Marynarki Wojennej w Gdyni.
Nazwa „Gryf” była jeszcze dwukrotnie nadawana polskim powojennym okrętom wojennym. Obydwa były okrętami szkolnymi, pierwszy służył w latach 1951−1976, drugi od 1976 do 2005 roku.